# 神經俠侶
《神经侠侣》（英語：Crazy N' The City）是一部2005年香港电影。由阮世生執導，陳奕迅、容祖兒和吳鎮宇領銜主演。

## 剧情
当了7年军装巡邏小隊的灣仔區警员陳俊傑（陳奕迅飾），对每天的巡邏生活已经麻木，保持得过且过的态度。某天，俊杰被编排和热血新警员廖得男（容祖兒飾）一起巡更，得男對警察工作的熱誠認真，更與俊傑馬虎了事的工作態度成強烈對比。兩人巡更时遇到了一个精神分裂、思觉失调、自以为是討債公司職員的精神病患者王志成（吳鎮宇飾）。志成本來是個專業建築師，因受金融風暴影響被裁員及欠上巨債，最後導致妻離子散，自己亦患上精神病，搬到灣仔與姊姊（惠英紅飾）同住，更爱上了楼上新搬来的，被丈夫拋棄的按摩女郎菲菲（張珊萌飾）。
俊傑在一宗巴士乘客露械案执行任务时，认识了女学生Nicole（吳日言飾）和Diet（趙雪妃飾）。两个女生对俊傑的警察工作好奇又崇拜，让俊傑有种莫名的温暖。灣仔區出现强姦犯（金來群飾），接連有區內单身女性被姦殺。在警方茫无头绪之际，Diet被強姦犯所殺。Diet的死令麻木的俊傑開始热血起来，誓要将犯人缉拿归案！另一边厢，菲菲受志成的真情感动，两个被世界遗弃的人，有了新的开始。不料，强姦犯扮作按摩顧客，來到菲菲家中向她下手，被剛巧回家的志成發現，志成為救菲菲和强姦犯搏命打鬥，強姦犯打傷志成後逃走，遇上巡更经过的俊傑和得男，俊傑憑自己多年的經驗認出犯人，为了自己的信念，奋不顾身穷追凶手，在灣仔闹市展开亡命追逐......

## 演員
| 演員     | 角色             | 關係                                                       |
| 陳奕迅   | 陳俊傑           | 當了七年軍裝警員                                           |
| 容祖兒   | 廖得男           | 新紮師妹，對警察工作充滿熱誠                               |
| 吳鎮宇   | 王志成           | 生意失敗，被妻子抛棄，銀行追數而精神失常的建築師           |
| 惠英紅   | 王美紅           | 王志成之姊                                                 |
| 張珊萌   | 菲菲             | 住在王志成家樓上的按摩女郎，來自東莞的新移民               |
| 方中信   | 顧家仁           | 廖得男崇拜的交通督察                                       |
| 李璨琛   | 小森             | 警員                                                       |
| 廖啟智   | 富哥             | 警員，陳俊傑之前輩                                         |
| 許紹雄   | 雄哥             | 高級警員                                                   |
| 李子雄   | 陳柏堅           | 警司                                                       |
| 田蕊妮   | 胡督察           | 廖得男上司                                                 |
| 方平     | 方經理           |                                                            |
| 丁羽     | 丁相士           |                                                            |
| 江美儀   |                  | 胸圍店老闆娘                                               |
| 侯煥玲   |                  | 拾荒老嫗                                                   |
| 原島大地 |                  | 玩水槍小孩，自稱「灣仔小霸王」                             |
| 吳日言   | 張思行（Nicole） | 崇拜陳俊傑的女學生                                         |
| 趙雪妃   | Diet             | Nicole的好友，崇拜陳俊傑，被色魔姦殺                       |
| 錢嘉樂   | 嘉樂             | 王志成舊友                                                 |
| 官恩娜   | 小娜             | 陳俊傑前女友                                               |
| 林雪     | 小偷             | 失業漢，為了養活子女，在超市偷奶粉。後來走投無路，跳樓自殺 |
| 薛立賢   | 廖啟南           | 受傷男孩                                                   |
| 金來群   | 色魔             | 在雨夜於灣仔姦殺多名妙齡女子，包括Diet                     |
| 徐美娜   | 街坊             | 發現死貓及Diet屍體                                         |
| 袁富華   |                  | 盜取渠蓋的小偷                                             |
| 石少麟   |                  | 違例泊車司機，遭陳俊傑發告票                               |
| 莫可欣   |                  | 衣著清涼並於某晚喝醉的女子                                   |

## 插曲
- 林憶蓮〈假如讓你吻下去〉
  - 作曲：李宗盛
  - 填詞：林振強
  - 編曲：Jenny Chin、Mac Chew
  - 監製：、李宗盛、林憶蓮
  - 收錄大碟：《不如重新開始》

## 拍攝場地
- 前西區裁判署
- 前嶺南學院校舍

## 獎項及提名
| 年份 | 頒獎典禮                   | 獎項       | 名單                 | 結果 |
| ---- | -------------------------- | ---------- | -------------------- | ---- |
| 2006 | 第12屆香港電影評論學會大獎 | 最佳電影   | 《神經俠侶》         | 提名 |
| 2006 | 第12屆香港電影評論學會大獎 | 推薦電影   | 《神經俠侶》         | 提名 |
| 2006 | 第12屆香港電影評論學會大獎 | 最佳編劇   | 阮世生、方晴、羅耀輝 | 提名 |
| 2006 | 第25屆香港電影金像獎       | 最佳編劇   | 阮世生、方晴、羅耀輝 | 提名 |
| 2006 | 第11屆香港電影金紫荊獎     | 最佳影片   | 《神經俠侶》         | 提名 |
| 2006 | 第11屆香港電影金紫荊獎     | 十大華語片 | 《神經俠侶》         | 獲獎 |
| 2006 | 第11屆香港電影金紫荊獎     | 最佳編劇   | 阮世生、方晴、羅耀輝 | 獲獎 |
| 2006 | 第11屆香港電影金紫荊獎     | 最佳導演   | 阮世生               | 提名 |
| 2006 | 第11屆香港電影金紫荊獎     | 最佳男主角 | 陳奕迅               | 提名 |
| 2006 | 第11屆香港電影金紫荊獎     | 最佳女配角 | 惠英紅               | 提名 |

## 外部連結
- 电影官方网站 （页面存档备份，存于）
- 開眼電影網上《神經俠侶》的資料（繁體中文）
- 豆瓣电影上《神經俠侶》的資料 （简体中文）
- 时光网上《神經俠侶》的資料（简体中文）
- AllMovie上《神經俠侶》的资料（英文）
- 爛番茄上《神經俠侶》的資料（英文）
- 香港影庫上《神經俠侶》的資料（繁體中文）
- 互联网电影数据库（IMDb）上《神經俠侶》的资料（英文）